# Anastasia Duca
Anastasia Duca (n. 1631, Iași, Moldova – d. 1703, Iași, Moldova) a fost soția domnului Moldovei, Gheorghe Duca. Ea a fost fiica din prima căsătorie (între 1630-1640) a Dafinei Ecaterina Jora cu Dumitru Buhuș, mare vistiernic pe timpul domniei lui Vasile Lupu. După moartea lui Dumitru Buhuș, în 1644, mama sa se va recăsători cu Marele Vornic Istratie Dabija, care va ajunge domn al Moldovei în 1661.

## Biografie
Căsătoria Anastasiei cu Gheorghe Duca, „un grec ambițios, ridicat de Vasile Lupu”, a fost aranjată de mama Anastasiei și a avut loc în perioada 1651-1653, când viitorul ei soț era Mare Cămăraș la curtea lui Vasile Lupu.
Cei doi au avut împreună opt copii: Maria (care a fost logodită cu Antioh Cantemir), Catrina (căsătorită cu Ștefan Tomșa), Ileana (căsătorită cu Nicolae Costin), Constantin (căsătorit cu Maria Brâncoveanu), Matei, Sanda, Safta și Anastasia.
Scriitorul Constantin Gane îi făcea următorul portret: „Înaltă, mlădioasă, ochi negri focoși sub niște sprâncene în cerc, nasul subțire și gura mică, făceau din Anastasia o arătare, după care multe inimi s-o fi prăpădit. Era deșteaptă, energică și plină de  temperament - ca mamă-sa. Însă, cu mai puțin amor propriu decât Doamna Dafina, Anastasia n-a știut, până la urmă, să-și ție demnitatea și rangul. A fost mai mult femeie decât a fost Doamnă.”
În toamna lui 1671 are loc răscoala orheenilor și lăpușnenilor condusă de Mihalcea Hâncu. Aceștia ocupă curtea domnească și îl silesc pe Gheorghe Duca să se refugieze, împreună cu toată familia,  în Țara Românească. După cum arăta cronicarul Ion Neculce, „Duca-vodă, vădzându că s-au rădicat atâta țară asupra lui, au ieșit din curtea domnească cu toată casa lui ș-au purces în gios pre iaz. Iară Hânceștii au intrat în curte și prin casăli boierești și neguțitorești, pen târgu, strâgându și jăcuind.”
În București, Duca este primit și leagă o prietenie trainică cu puternica familie a Cantacuzinilor. Dar, „prietenia aceasta duse la mare bucluc, căci Doamna Anastasia și Șerban Cantacuzino se plăcură”.
În biserica mănăstirii Cetățuia se află un tablou votiv al Anastasiei Duca.